# Indophantes lehtineni
Espèce
Indophantes lehtineni est une espèce d'araignées aranéomorphes de la famille des Linyphiidae.

## Distribution
Cette espèce est endémique du Sabah en Malaisie. Elle se rencontre de 2 000 à 2 800 m d'altitude sur le mont Kinabalu.

## Description
Le mâle holotype mesure 1,93 mm et la femelle paratype 2,65 mm.

## Étymologie
Cette espèce est nommée en l'honneur de Pekka T. Lehtinen.

## Publication originale
- Saaristo & Tanasevitch, 2003 : A new micronetid spider genus from the Oriental Region (Aranei: Linyphiidae: Micronetinae). Arthropoda Selecta, vol. 11, no 4, p. 319-330 (texte intégral)